# Zoica parvula
Zoica parvula là một loài nhện trong họ Lycosidae.
Loài này thuộc chi Zoica. Zoica parvula được Tord Tamerlan Teodor Thorell miêu tả năm 1895.